# Sabrael
Sabriel: (ou Sabrael), é um dos sete arcanjos e guarda do primeiro paraíso como notado em Conybeare, o Testamento de Salomão e no livro de Enoque III. Sabrael é o quarto anjo mencionado, os sendo Miguel, Gabriel, Uriel, Arael, Iaote e Adonael. No ocultismo, Sabrael é o único anjo que pode superar o demônio da doença, Esfendonael. Sabrael é também chefe da ordem de társis ("os brilhantes") que são equiparados com a ordem das virtudes, compartilhando o posto com Tarsiel de acordo com Maseket Azilut. O principal dever das virtudes são os milagres na Terra. Eles são considerados os principais anjos da graça e do valor.